# Преимпульсное ингибирование

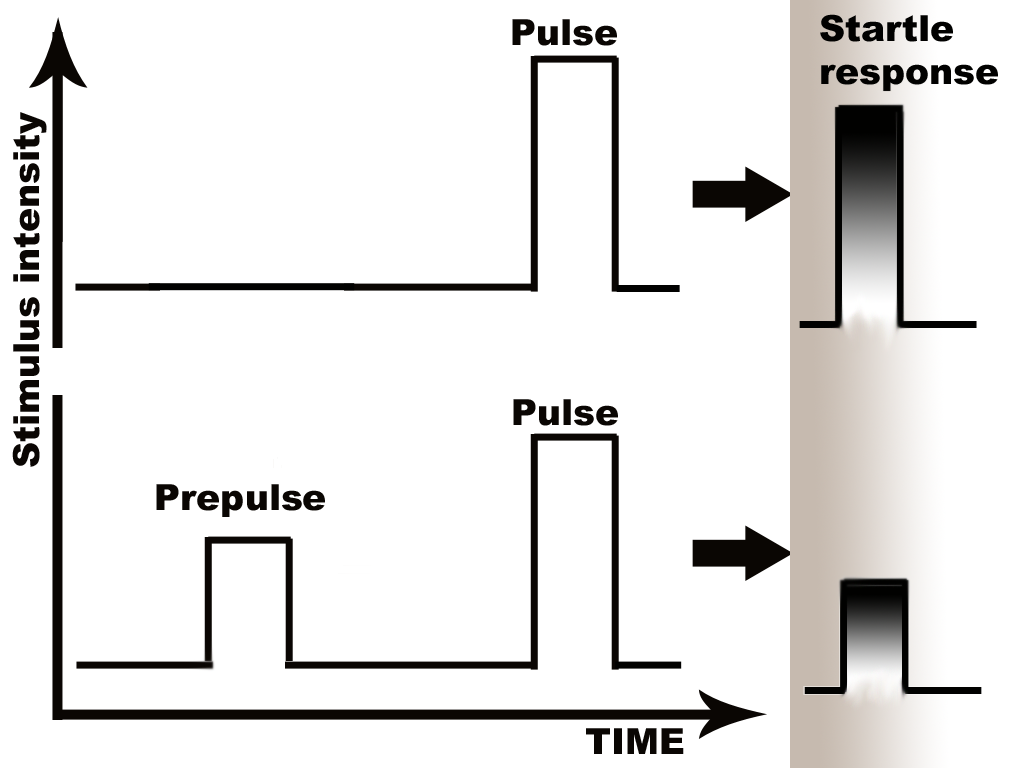
Преимпульсное ингибирование: упреждающий стимул снижает выраженность реакции вздрагивания

Преимпульсное ингибирование (англ. prepulse inhibition, PPI) — снижение моторной реакции организма на сильный резкий стимул (импульс, англ. pulse), обычно звуковой, при наличии слабого предварительного стимула(преимпульс, англ. prepulse). PPI является индикатором сенсоромоторной фильтрации (англ. sensorimotor gating), отражающим способность ЦНС фильтровать сенсорную информацию.
Фармакологические средства, а также генетические особенности организма и генетические мутации, психические и неврологические заболевания, органические нарушения нервной системы и другие факторы изменяют способность к преимпульсному ингибированию. Наиболее изучено снижение преимпульсного ингибирования у больных шизофренией. Различные методики измерения PPI у животных и человека применяются для изучения работы ЦНС, исследования механизмов заболеваний и воздействия терапевтических методов на организм, поиска новых антипсихотических лекарств.

## Процедура измерения PPI

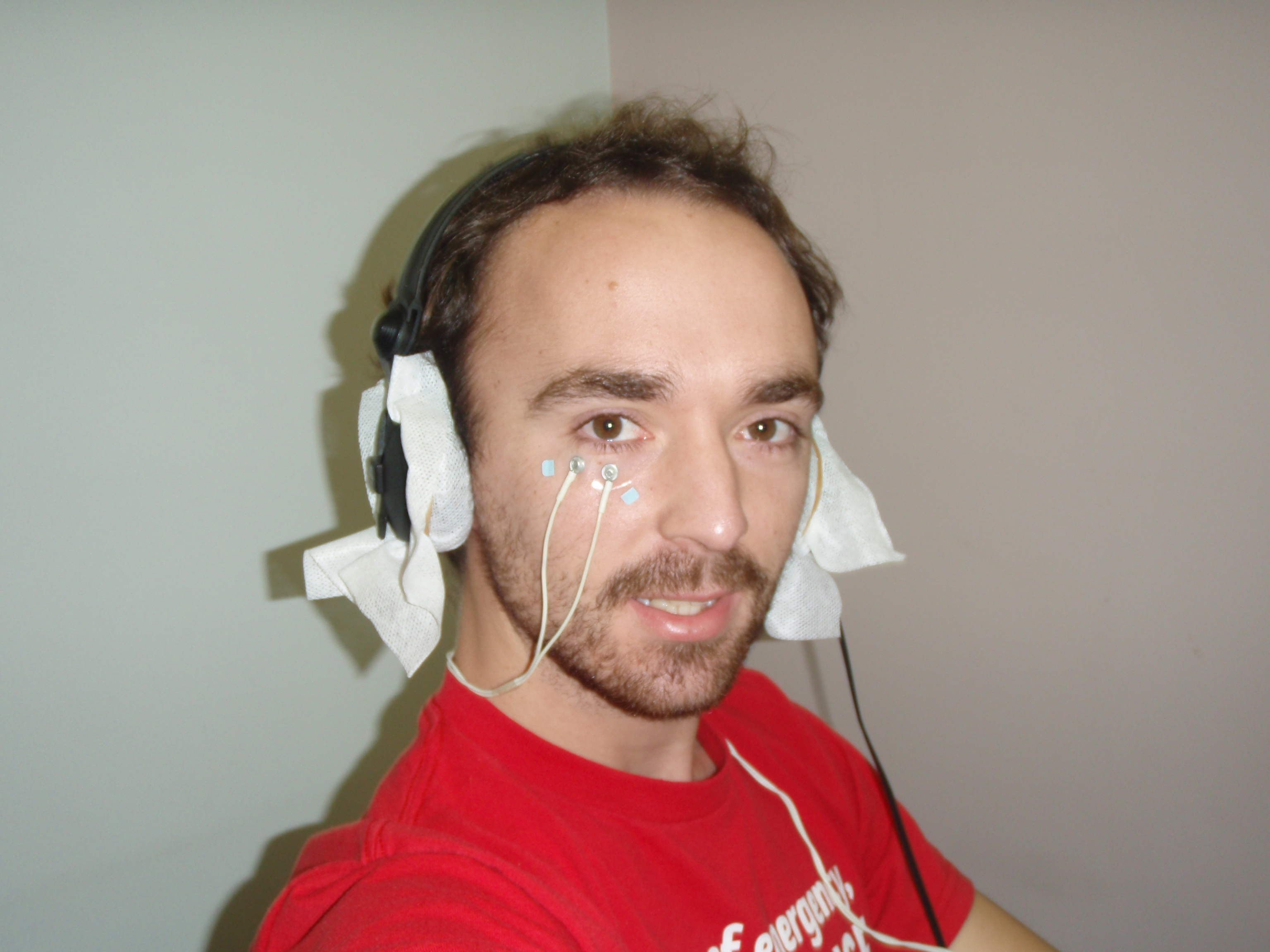
Измерение преимпульсного ингибирования у человека

При использовании звуковых стимулов измеряется амплитуда так называемой «акустической реакции испуга» (англ. acoustic startle response, ASR). Иногда используются незвуковые стимулы и их сочетания — в таком случае говорят о сенсорной реакции испуга (англ. sensory startle response, SSR). Стимулом может служить вспышка света, легкий щелчок по надпереносью (англ. glabellar tap), дуновение воздуха. Практикуется сочетание разных типов стимулов, например, звукового преимпульса и щелчка или светового преимпульса и звукового импульса.
Измерение PPI у грызунов проходит в так называемых «камерах испуга» (англ. startle chambers), оборудованных детекторами движения. У людей обычно измеряется реакция глазодвигательных мускулов. При использовании звука учитываются возможные нарушения слуха.
Используются различные межимпульсные интервалы — 30, 60, 120, 240 и 480 мс. Длительность интервала рассчитывается от начала преимпульса до начала импульса. При интервалах длительностью более 500 мс обычно наступает обратная реакция — преимпульсное усиление (англ. prepulse facilitation, PPF). Типичная длительность преимпульса — 20 мс, импульса — 40 мс. В акустическом тесте обычно используют фоновый белый шум. Громкость преимпульса, как правило, устанавливают выше фоновой на 3-12 децибел, при этом акустические стимулы также обычно представляют собой белый шум.

## Ключевые особенности PPI
- Амплитуда ингибирования достигает у здоровых людей 65 %.
- Максимальное ингибирование обычно наблюдается при межимпульсном интервале в 120 мс.[2]
- Базовая реакция испуга не влияет на силу ингибирования — впервые это было отмечено в опытах с крысами,[3] затем подтверждено в опытах на мышах.[4]

- Обратная реакция, преимпульсное усиление, обычно сопровождает межимпульсные промежутки длительностью более 500 мс. Считается, что PPF в некоторой степени отражает способность к поддержанию внимания.
- У мужчин в среднем сильнее преимпульсное ингибирование, в то время как у женщин более выражено преимпульсное усиление.[5]

- PPI более выражено при использовании лишь одного уха, чем при использовании обоих.[6][7]

- Ингибирование реакции наступает при первом же сигнале даже при впервые проводимом тесте, следовательно, для возникновения реакции PPI не требуется обучения и обусловливания. Однако отсутствие воздействия обучения на реакцию PPI оспаривается.[8]

- Считается, что краткость задержки между сигналами не позволяет использовать волевой контроль в ответной реакции.
- В то же время возможно поставить задачу игнорировать одни преимпульсы и реагировать на другие. В одном исследовании, здоровые испытуемые продемонстрировали усиленные реакции PPI и PPF при интервалах в 120 мс и 2000 мс на стимулы заданного типа, и ослабленные реакции на стимулы, которые требовалось игнорировать.[9]
- Амплитуда реакции испуга возрастает с увеличением фонового шума, а также при удлинении преимпульса.
- При стабильном фоновом шуме реакция испуга сильнее, чем при пульсирующем.[10]

## Нарушение PPI
Исследования нарушений PPI проводятся у человека и многих других видов. Наиболее изучены дефициты PPI при шизофрении, хотя они типичны не только для этого заболевания. Их отмечают также при паническом расстройстве, (Ludewig, et al., 2005) шизотипическом расстройстве личности, обсессивно-компульсивном расстройстве, (Swerdlow et al., 1993), болезни Гентингтона, энурезе, дефиците внимания (Ornitz et al. 1992), и синдроме Туретта (Swerdlow et al. 1994; Castellanos et al. 1996). По данным одного исследования, у людей с височной эпилепсией и психозом отмечается дефицит PPI, в то время при форме заболевания без психоза отклонения не обнаруживается. Следовательно, дефициты PPI связаны не с конкретным заболеванием, а с нарушениями в определенных нейросвязях.

### Дефицит PPI при шизофрении
Снижение PPI описано во многих работах по шизофрении. Первое упоминание датируется 1978 годом. Отклонения также отмечены у здоровых родственников пациентов. В одном исследовании показано, что при направлении внимания на препульс у пациентов не происходит усиления PPI. Дофамин, играющий значительную роль при шизофрении, регулирует сенсомоторную фильтровку информации у грызунов. Эти находки укладываются в гипотетические описания дофаминовых механизмов заболевания, возможно, будучи связаны с процессами сенсорной перегрузки и фрагментации когнитивных процессов.
Показано, что антипсихотики увеличивают PPI у пациентов, притом атипичные нейролептики показывают больший эффект. Половые различия в реакции у больных не отличаются от таковых у здоровых людей: у мужчин ингибирование сильнее. У пациентов отмечен специфический дефицит PPI при интервале в 60 мс, даже при терапии этот интервал даёт сниженную реакцию ингибирования.
Отмечено, что у курящих PPI выше, чем у некурящих, причем наиболее сильное ингибирование зафиксировано у наиболее сильно курящих больных. Эта находка согласуется с данными о пристрастии больных к сигаретам. Около 70 % больных курят, причём многие выкуривают более 30 сигарет в день. Возможно, это как-то улучшает состояние больных. В некоторых работах отмечается ассоциация шизофрении с генами CHRNA7 и CHRFAM7A, кодирующими субъединицы никотинового рецептора, однако в других работах такой корреляции не обнаруживается. Вопреки ожиданиям, и нокаутные по альфа7 субъединице рецептора мыши имеют нормальное PPI.

### Животные модели снижения PPI

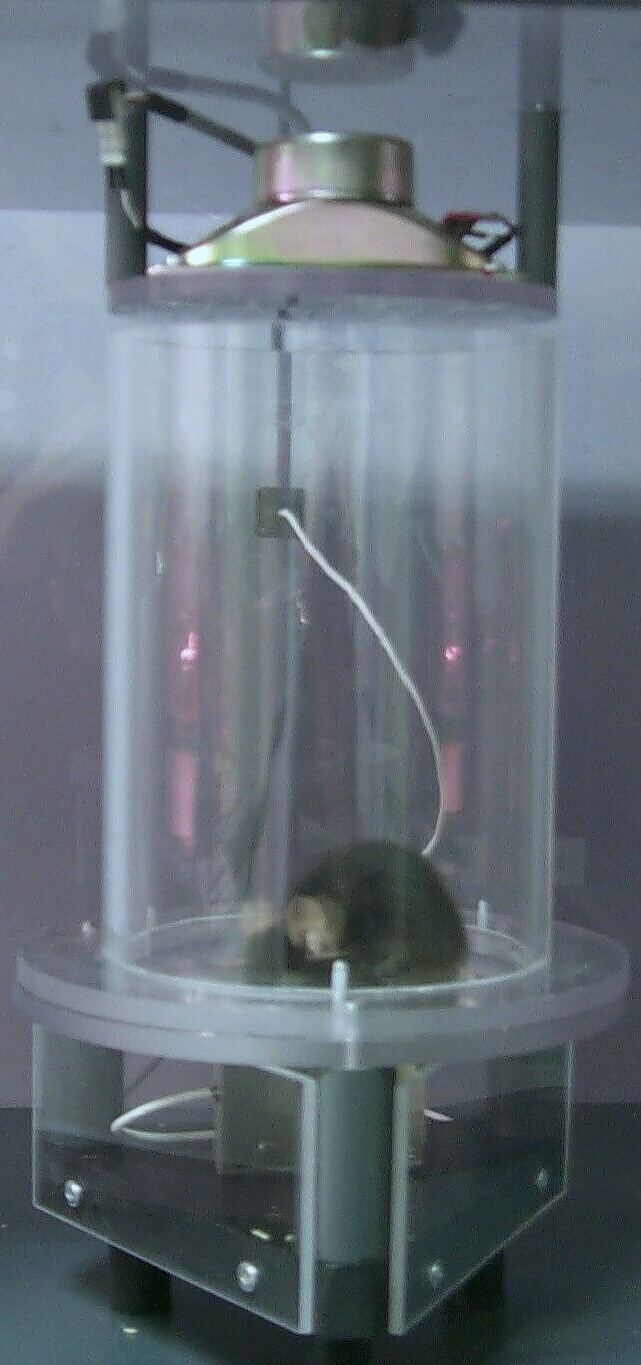
Измерение реакции испуга у мыши (из статьи startle reaction).

Ведутся активные исследования PPI у животных в целях лучшего понимания и моделирования шизофрении. Способы генерации шизофреноподобных нарушений PPI, согласно обзору Geyer et al., укладываются в четыре модели:
- Нарушение PPI с помощью агонистов дофаминовых рецепторов. Используется при поиске антипсихотиков.
- Использование агонистов серотонинового рецептора 5-HT2
- Использование NMDA-антагонистов
- Вмешательство в процесс развития (выращивание животного в изоляции, депривация общения с матерью). На таких животных тестируются различные препараты, и усиление ингибирования считается признаком возможного антипсихотического действия.

## Гены, ассоциируемые с PPI
- FABP7, маркер радиальной глии — связь с показателями PPI у мышей, ассоциация с шизофренией у людей.[29]

- 5-HT2A, кодирующий серотониновый рецептор.[30]

- Точечный нокаут гена NCDN у мышей снижает PPI на 20%.[31]